# Árpádkori Új Okmánytár

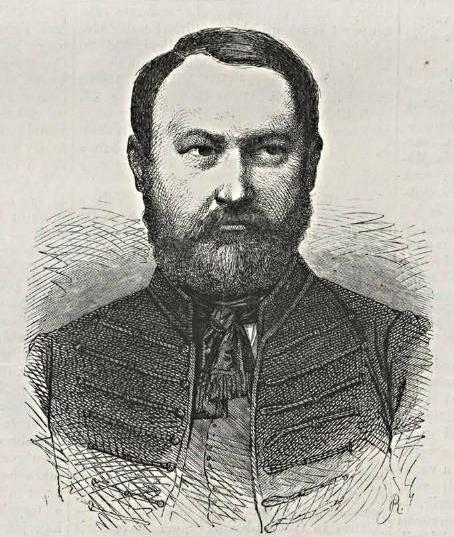
A szerkesztő arcképe

Az Árpádkori Új Okmánytár, latin nevén Codex Diplomaticus Arpadianus Continuatus egy 19. század második felében megjelent nagy terjedelmű magyar történelmi forráskiadványsorozat, amely a Magyar Történelmi Emlékek című nagyobb könyvsorozat keretében látott napvilágot.

## Jellemzői
A 19. század közepén felmerült az igény, hogy a középkori magyarországi latin nyelvű okleveleket egy egységes gyűjteményben nyomtatásban kiadják. Ugyan létezett már egy ilyen vállalkozás, a Fejér György-féle Codex diplomaticus Hungariae ecclesiasticus ac civilis, de különböző hibáit kijavítani volt szükséges. A feladat megoldására Wenzel Gusztáv jogtudós, egyetemi tanár vállalkozott. Az 1860-ban megindított sorozat a Codex diplomaticust vette alapul, azt kívánta kiegészíteni és helyreigazítani, de anyagát elődéhez képest nem másolatgyűjteményekből, hanem nagyrészt eredeti oklevelekből kívánta kinyomtatni. Ez a szempont a sorozat értékét jelentősen növelte a Fejér-féle okmánytárhoz képest. Tudni kell, hogy Fejér művén kívül Wenzel felhasználta a Czech János által készített, és halála miatt kéziratban maradt gyűjteményt. 
Terjedelmét tekintve az Árpádkori Új Okmánytárral megismétlődött az, ami a Fejér-féle gyűjteménnyel: túllépte a tervezett keretet, és 4 kötetből végül 12 kötetes vállalkozás lett, amelynek utolsó darabja 14 évvel az első megjelenése után, 1874-ben hagyta el a nyomdát. Kiadási háttere stabilabb volt elődjénél: nem előfizetők révén, hanem a Magyar Tudományos Akadémia költségén jelent meg. Abban viszont hasonlított a másik gyűjteményre, hogy Fejérhez hasonlóan Wenzel sem hozta egy sorozatban a teljes anyagot, hanem a VI. kötettől ismét elölről kezdte a gyűjtést, és a XI. és a XII. kötet is tartalmazott pótlásokat. Másik hiányosság, hogy lévén Wenzel nem volt szakavatott diplomatikus, közlései nem kifogástalanok, oklevélkritikát pedig egyáltalán nem alkalmazott. Fejérhez hasonlóan nem oldotta meg az oklevélkeltezést, hanem egyszerűen évek szerint közölte a szövegeket. Ennek előnye, hogy az anyag áttekinthető.

## Újabb kiadások, elérhetőségek
Napjainkban már antikváriusi forgalomban is igen ritkák az eredeti kötetek. Tekintve az anyag időtállóságát, közel 150 évvel az első megjelenés után, 2002–2003-ban a pápai Jókai Mór Városi Könyvtár puha borítójú fakszimile kiadásban ismét megjelentette a köteteket. A 2010-es évekre azonban ezek is nagyrészt kikerültek a forgalomból. Annál nagyobb lehetőség van viszont az elektronikus olvasásra: az egyes kötetek PDF-formában megtekinthetők és letölthetők ingyenesen a Hungaricana, és a REAL-EOD honlapról.

## Kötetbeosztás
A kötetek külön címet nem kaptak, csak a tartalmazott oklevelek időszakát jelölte meg a szerkesztő.
| Kötetszám            | Felölelt időszak | Kiadási év | Oldalszám | Elektronikus elérés |
| -------------------- | ---------------- | ---------- | --------- | ------------------- |
| I. kötet             | 1001–1235        | 1860       | 405       | REAL-EOD            |
| II. kötet            | 1234–1260        | 1861       | 402       | REAL-EOD            |
| III. kötet           | 1261–1272        | 1862       | 363       | REAL-EOD            |
| IV. kötet            | 1272–1290        | 1862       | 414       | REAL-EOD            |
| V. kötet             | 1290–1301        | 1864       | 336       | REAL-EOD            |
| VI. kötet            | 890–1235         | 1867       | 578       | REAL-EOD            |
| VII. kötet           | 1235–1260        | 1869       | 564       | REAL-EOD            |
| VIII. kötet          | 1261–1272        | 1870       | 479       | REAL-EOD            |
| IX. kötet            | 1272–1290        | 1871       | 581       | REAL-EOD            |
| X. kötet             | nincs megadva    | 1873       | 418       | REAL-EOD            |
| XI. kötet            | nincs megadva    | 1873       | 620       | REAL-EOD            |
| XII. kötet           | nincs megadva    | 1874       | 707       | REAL-EOD            |
| Betűrendes névmutató | -                | 1889       | 861       | REAL-EOD            |